# 世界小姐
世界小姐，指的是一个現存最古老的國際女性選美比賽，於1951年由爱瑞克·莫里在英国南岸创立。自從他於2000年去世以來，莫利的遺孀朱莉婭·莫利（Julia Morley）一直擔任選美大賽聯合會的主席。與環球小姐、國際小姐和地球小姐並稱為全球最知名的四大選美活動。
同時，世界小姐一詞也可以指本比賽中獲得冠軍的佳麗，現任世界小姐為泰國的蘇查塔·莊斯里(Suchata Chuangsri)，她於2025年5月31日在印度海德拉巴，由前屆冠軍捷克的克莉絲蒂娜．皮茲蔻娃(Krystyna Pyszková)加冕。

## 历史

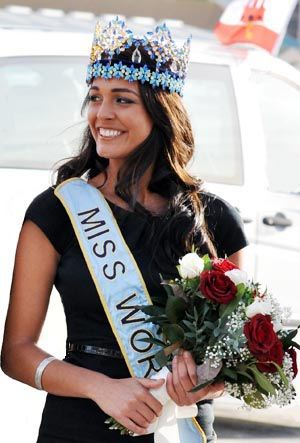
2009冠軍卡伊恩·阿爾多里尼奧

在第二次世界大战剛結束之時，爱瑞克·莫里决定給死气沉沉的世界送去一股清新的空气，恰逢英国南岸市正在举办不列颠展〔Festival of Britain〕，爱瑞克·莫里就利用展覽的機會，把他自己的世界小姐大赛加入其中，此為本比賽之伊始。
1951年，埃里克·莫利（Eric Morley）組織了一場比基尼比賽，作為不列顛節慶祝活動的一部分，他稱之為“節日比基尼”。該活動受到英國新聞界的歡迎，甚至被冠名為“世界小姐”。這場泳裝比賽一開始並不是為了選美，而是為了推廣比基尼的文化，那時候，比基尼被公眾廣泛視為是一種不得體，認為這是男權為了合法意淫女性而發明的服裝。當1951年世界小姐選美冠軍——來自瑞典的Kerstin "Kiki" Hakansson穿著比基尼加冕時，這加劇了爭議。
該選美比賽在最初的計劃中只辦一次，但莫利為了繼續打響比基尼的名號，決定讓世界小姐大賽變成每年都辦。他將“世界小姐”的名字註冊為商標，以後所有以這個名字舉辦的選美比賽都必須認他為創始者。但由於比基尼的過度裸露，有宗教傳統的國家（包括美國等西方國家）威脅英國，它們不會再派任何女性代表來參加這個活動，比基尼也遭到了羅馬教皇的嚴厲譴責。對比基尼的反對浪潮此起彼伏，導致世界小姐大賽在未來的選美比賽中都需要考慮服裝的露出度，世界知名設計師為了配合比賽的規定，也不得不設計優美和性感之間得度的新式泳裝。從1976年開始，泳裝被最高規格的晚禮服所取代。Håkansson仍然是世界唯一一位穿比基尼來加冕的世界小姐。在2013年的世界小姐比賽中，所有參賽者都身著連體泳衣，腰部則用各個國家的傳統民族裙子圍繞，迴避下體裸露的問題，以此作為比基尼和宗教國家之間的妥協。
在世界小姐大賽的選舉流程中，會按照第3名、第2名和第1名的順序公佈了世界小姐的獲獎名單，這是為了保持緊張氣氛，並且把最高潮的留在最後，避免出現虎頭蛇尾的局面。
1959年，英國BBC開始正式轉播這種選美比賽。它的受歡迎程度隨著電視的出現而飛速攀升。在1960～1970年代，世界小姐是英國電視年度收視率最高的節目之一。1970年，位於倫敦的比賽被手持麵粉炸彈、臭氣彈和墨水槍的婦女解放抗議者打亂。1970年的世界小姐大賽不僅受到宗教保守界和女權界的雙重批評（一般來說，宗教和女權是對立的），當南非派出一黑一白的兩名參賽者時還捲入了政治爭議。此後，南非就被禁止參加比賽，直到它的種族隔離制度被當地政府廢除為止。與此同時，也有超過1800萬人觀看了1970年代末和1980年代初的盛會。
1980年代，選美在世界範圍內被重新定位，口號是“有目的的美麗”，增加了對參賽者智力和性格測試，以脫離純看外表的舊主體。1984年，BBC第一頻道的負責人邁克爾·格雷德（Michael Grade）宣布BBC在1985年1 停止轉播選美比賽，他的理由是：“我相信這些低俗、無道德的比賽不值得再於全國播出。”他還補充說“在這個男女平等、宗教自由的時代，強迫所有國家的女性去裸露參賽是不合時宜的。”由於BBC的退出，泰晤士河電視台趁機買下了全部轉播權，在1980～1988年間放送世界小姐大賽。
在1990年代初期，鑒於世界小姐大賽在1980年代後期變得“越來越不時尚”，其人氣急速下降，主流電視也選擇不再轉播。該比賽最終選擇衛星頻道作為其主要平台，於1997年在Sky One頻道上強勢回歸，然後移至第5頻道三年（1998-2000）。
埃里克·莫利（Eric Morley）於2000年去世，他的妻子朱莉婭 (Julia) 接替他成為世界小姐協會的主席。

## 比赛

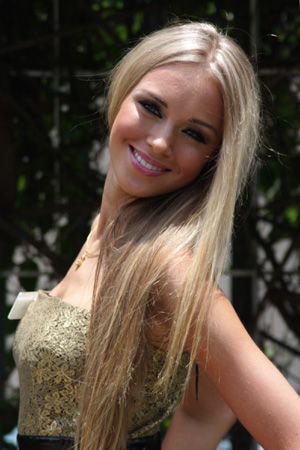
2008
冠軍肯笙妮雅·蘇恩諾娃

设有沙滩决赛（Beach Beauty Final）（又称比基尼决赛），超模決賽（Top Model Final）才藝决赛（Talent Final），体育竞技决赛（Sports Final）和美丽心智决赛（Beauty with a purpose Final）。

### 候选人

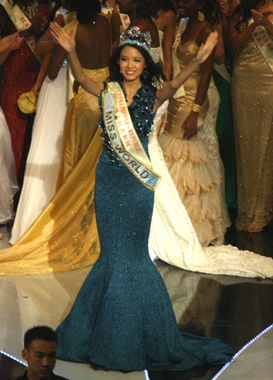
2007冠軍張梓琳

分地区竞赛。有北欧地区、南欧地区、亚太地区、加勒比地区、美洲区和非洲地区。
其中由每一个国家推选其最美丽的小姐参赛，而后各国小姐将在五项比赛中展示最美的一面，最终由评委评出世界小姐。

## 历届世界小姐
| 年度 | 世界小姐                                                                | 地區或國家     |
| ---- | ----------------------------------------------------------------------- | -------------- |
| 1951 | 琪琪·哈阔桑（Kiki Haakonson）                                           | 瑞典           |
| 1952 | 梅-路易丝·弗罗丁 (May-Louise Flodin)                                    | 瑞典           |
| 1953 | 丹尼丝·皮瑞 (Denise Perrier)                                            | 法國           |
| 1954 | 安提戈涅·科斯汤达（Antigone Costanda）                                  | 埃及           |
| 1955 | 卡门·苏姗娜·杜依姆·茹比拉贾（Carmen Susana Duijim Zubillaga）           | 委內瑞拉       |
| 1956 | 派特拉·舒尔曼（Petra Schurmann）                                        | 德国           |
| 1957 | 玛瑞塔·林达尔（Marita Lindahl）                                         | 芬兰           |
| 1958 | 珀涅罗珀·安妮·科伦（Penelope Anne Coelen）                              | 南非聯邦       |
| 1959 | 科瑞妮·洛特莎芬（Corine Rottschafer）                                   | 荷蘭           |
| 1960 | 诺玛·格蕾迪斯·卡帕格里（Norma Gladys Cappagli）                         | 阿根廷         |
| 1961 | 蘿詩玛丽·弗兰克兰 (Rosemarie Frankland)                                 | 英国           |
| 1962 | 凯瑟林娜·洛特（Catharina Lodders）                                      | 荷蘭           |
| 1963 | 卡洛尔·琼·科洛弗德（Carole Joan Crawford）                              | 牙买加         |
| 1964 | 安·席妮（Ann Sydney）                                                   | 英国           |
| 1965 | 莱斯利·兰利（Lesley Langley）                                           | 英国           |
| 1966 | 莱塔·范瑞阿（Reita Faria）                                              | 印度           |
| 1967 | 玛德琳·哈托克·贝尔（Madeleine Hartog Bell）                             | 秘魯           |
| 1968 | 珀涅罗珀·布鲁莫（Penelope Plummer）                                     |                |
| 1969 | 伊娃·冯·俞博·斯戴尔（Eva Von Rueber Staier）                            | 奥地利         |
| 1970 | 詹尼弗·约瑟芬·霍斯特（Jennifer Josephine Hoste）                        | 格瑞那達       |
| 1971 | 露西娅·派特拉(Lucia Petterle)                                           | 巴西           |
| 1972 | 贝琳达·格林（Belinda Green）                                            |                |
| 1973 | 马乔里·华莱士（Marjorie Wallace）                                       | 美国           |
| 1974 | 安妮林娜·科瑞尔（Anneline Kriel）                                       | 南非           |
| 1975 | 韦尔妮莉亚·玛西德（Wilnelia Merced）                                    | 波多黎各       |
| 1976 | 辛迪·布瑞克斯皮尔（Cindy Breakspeare）                                  | 牙买加         |
| 1977 | 玛丽·安·卡瑞姆·斯黛芬（Mary Ann Catrin Stavin）                         | 瑞典           |
| 1978 | 西尔瓦娜·舒尔茨（Silvana Suarez）                                       | 阿根廷         |
| 1979 | 吉娜·斯旺森（Gina Swainson）                                            | 百慕大         |
| 1980 | 金百利·桑托斯 (Kimberly Santos )                                        | 關島           |
| 1981 | 皮林·莱昂（Pilin Leon）                                                 | 委內瑞拉       |
| 1982 | 玛丽亚·奥瓦茨·雷勃朗（Mariasela Alvarez Lebron）                        |                |
| 1983 | 莎拉-简·赫特（Sarah-Jane Hutt (United Kingdom)                          | 英国           |
| 1984 | 阿斯特丽德·卡罗莱纳·海德拉·依莎贝拉 (Astrid Carolina Herrera Irazabal ) | 委內瑞拉       |
| 1985 | 赫菲·卡尔斯托迪尔（Hofi Karlsdottir）                                   | 冰島           |
| 1986 | 吉塞尔·珍妮- 玛丽·拉罗德（Giselle Jeanne-Marie Laronde）                | 千里達及托巴哥 |
| 1987 | 乌拉·威格斯托芬（Ulla Weigerstorfer）                                   | 奥地利         |
| 1988 | 林达·派特斯托迪尔（Linda Petursdottier）                                | 冰島           |
| 1989 | 安妮塔·科瑞格利卡（Aneta Kreglicka）                                    | 波蘭           |
| 1990 | 吉娜·玛丽·托尔森（Gina Marie Tolleson）                                 | 美国           |
| 1991 | 尼妮波斯·李尔（Ninibeth Leal）                                          | 委內瑞拉       |
| 1992 | 朱莉娅·科洛斯吉娜（Julia Kourotchkina）                                 | 俄羅斯         |
| 1993 | 丽莎·汉娜（Lisa Hanna）                                                 | 牙买加         |
| 1994 | 爱斯维雅·莱（Aishwarya Rai）                                            | 印度           |
| 1995 | 杰奎琳·阿格雷拉·马加诺 (Jacqueline Aguilera Marcano )                   | 委內瑞拉       |
| 1996 | 爱莲娜·斯吉尔瓦（Irene Skliva）                                         | 希腊           |
| 1997 | 黛安娜·海登（Diana Hayden）                                             | 印度           |
| 1998 | 林诺·阿布格吉尔（Linor Abargil）                                        | 以色列         |
| 1999 | 俞科塔·莫克菲 (Yukta Mookhey )                                          | 印度           |
| 2000 | 普瑞延科·科普拉 (Priyanka Chopra )                                      | 印度           |
| 2001 | 阿格巴尼·達雷戈（Agbani Darego）                                        | 奈及利亞       |
| 2002 | 阿茨拉·雅金（Azra Akin）                                                | 土耳其         |
| 2003 | 罗桑娜·戴维斯（Rosanna Davison）                                        | 爱尔兰         |
| 2004 | 玛丽亚·朱莉娅·曼迪雅·加西亚（Maria Julia Mantilla Garcia）              | 秘魯           |
| 2005 | 乌努·布瑞娜·威尔延姆斯托迪尔（Unnur Birna Vilhjalmsdottir）             | 冰島           |
| 2006 | 塔塔娜.库莎洛娃（Tatana Kucharova）                                     | 捷克           |
| 2007 | 張梓琳                                                                  | 中国           |
| 2008 | 肯笙妮雅·蘇恩諾娃（Ksenia Vladimirovna Sukhinova）                      | 俄羅斯         |
| 2009 | 卡伊恩·阿爾多里尼奧（Kaiane Aldorino）                                  | 直布罗陀       |
| 2010 | 雅歷珊卓拉·米爾茲（Alexandria Mills）                                   | 美国           |
| 2011 | 伊薇安·萨科斯（Ivian Sarcos）                                           | 委內瑞拉       |
| 2012 | 于文霞                                                                  | 中国           |
| 2013 | 梅根·楊（Megan Young）                                                  | 菲律賓         |
| 2014 | 羅蓮·斯特勞斯（Rolene Strauss）                                         | 南非           |
| 2015 | 米萊婭·拉拉古娜 （Mireia Lalaguna）                                     | 西班牙         |
| 2016 | 斯蒂芬妮·德尔瓦莱 （Stephanie del Valle）                               | 波多黎各       |
| 2017 | 瑪努希·奇希拉 （Manushi Chhillar）                                      | 印度           |
| 2018 | 凡妮莎·龐塞德萊昂 （Vanessa Ponce de Leon）                             | 墨西哥         |
| 2019 | 托尼·安·辛格 （Toni-Ann Singh）                                         | 牙买加         |
| 2021 | 卡蘿莉娜·畢勞絲卡 （Karolina Bielawska）                                | 波蘭           |
| 2023 | 克莉絲蒂娜．皮茲蔻娃 (Krystyna Pyszková)                                | 捷克           |
| 2025 | 蘇查塔·莊斯里 (Suchata Chuangsri)                                       | 泰國           |

## 统计

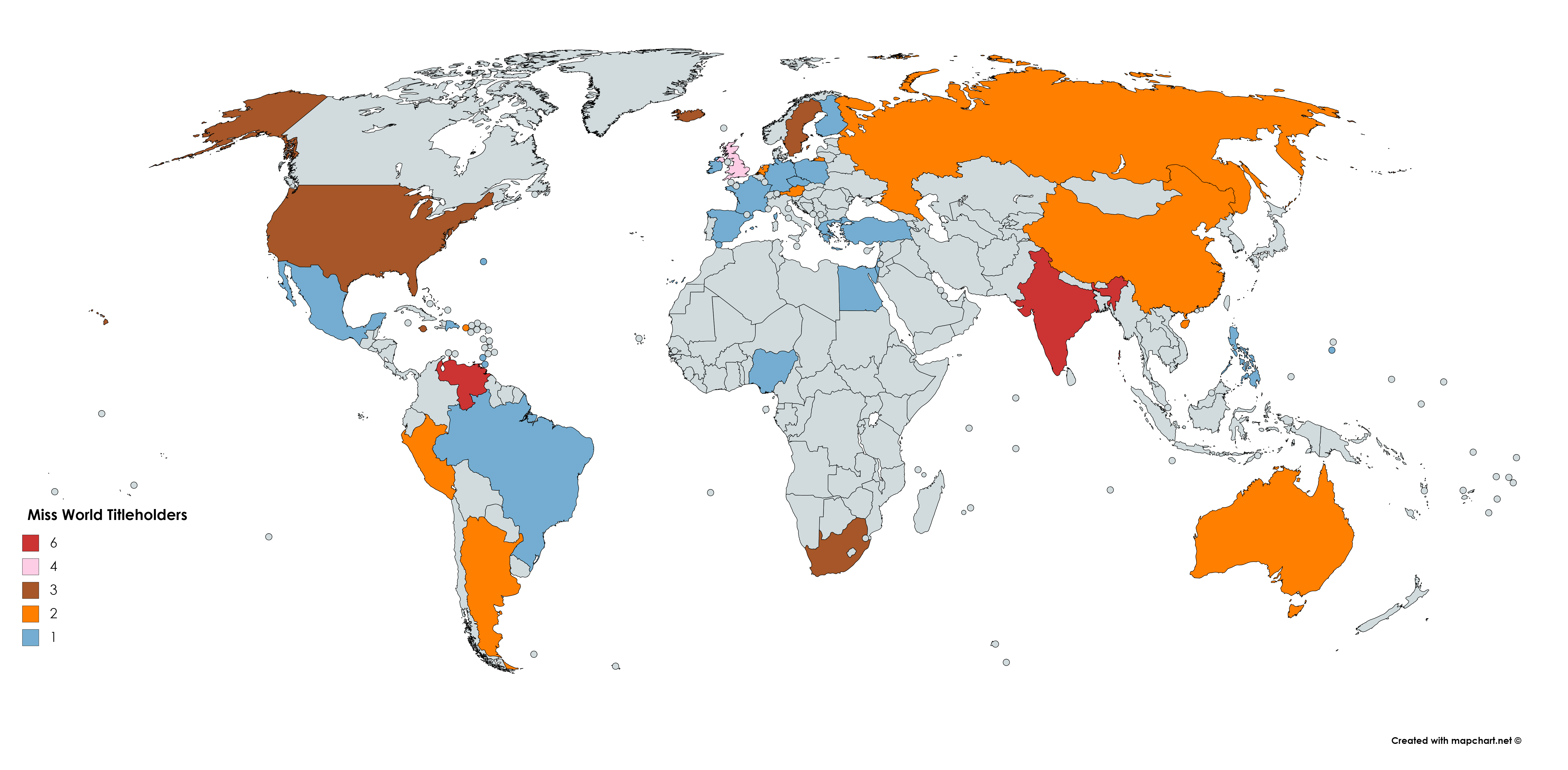
按世界小姐得主所來自國家地理分佈圖（截至2018年）

計算至2025:
| 奪冠次數 | 國家 |
| -------- | --- |
| 6        | 委內瑞拉、印度 |
| 4        | 英國（於1974年冠軍獲獎後放棄）、牙買加 |
| 3        | 冰島、瑞典、美國、南非 |
| 2        | 阿根廷、澳洲、奧地利、荷蘭、秘魯、俄羅斯、中國、波多黎各、波蘭、捷克 |
| 1        | 泰國、百慕達、巴西、多明尼加共和國、埃及、芬蘭、法國、德國（於1980年冠軍獲獎後放棄）、直布羅陀、希臘、格林納達、關島、愛爾蘭、以色列、尼日利亞、千里達、土耳其、菲律賓、西班牙、墨西哥 |

## 華人參賽佳麗
最高名次的歷屆華人參賽佳麗如下：
| 參賽年份 | 參賽佳麗  | 代表地區或國家              | 名次     | 獎項       |
| -------- | --------- | --------------------------- | -------- | ---------- |
| 1961年   | 李秀英    | 中華民國（臺灣）            | 亞軍     | -          |
| 1964年   | 林素幸    | 中華民國（臺灣）            | 季軍     | -          |
| 1974年   | 杜茱迪    | 英屬香港                    | -        | 風格小姐   |
| 1983年   | 張曼玉    | 英屬香港                    | 前十五名 | -          |
| 1987年   | 楊寶玲    | 英屬香港                    | 前十二名 | 亞洲皇后   |
| 1998年   | Lina Teoh | 马来西亚                    | 季军     | -          |
| 2001年   | 李冰      | 中华人民共和国 ( 中國大陸 ) | 第四名   | 亞洲皇后   |
| 2002年   | 吳英娜    | 中华人民共和国 ( 中國大陸 ) | 第五名   | 亞洲皇后   |
| 2003年   | 關琦      | 中华人民共和国 ( 中國大陸 ) | 季軍     | 亞洲皇后   |
| 2007年   | 張梓琳    | 中华人民共和国 ( 中國大陸 ) | 冠軍     | 最佳模特   |
| 2007年   | 張嘉兒    | 香港                        | 前十六名 | 愛心小姐   |
| 2009年   | 馬艷冰    | 加拿大                      | 第五名   | 最佳才藝獎 |
| 2010年   | 唐潇      | 中华人民共和国 ( 中國大陸 ) | 第五名   | -          |

## 爭議
自從世界小姐設立以來，一直成為各界爭議的對象。
- 在1970年競選，婦女解放運動示威者在比賽進行期間向伦敦皇家阿尔伯特音乐厅講台投擲麵粉彈，令主持鲍勃·霍普短暫受驚。[30][31]
- 1974年冠軍Helen Morgan 被揭發其為單親母親，在奪得冠軍後四天被迫放棄。[32]
- 1976年，多個國家抵制世界小姐，因南非主辦單位同時派出白人和黑人代表。[33]
- 1996年，印度班加罗尔爆發大規模抗議，反對在當地舉行的競選。結果主辦機構將賽事保安措施加強，泳裝攝影環節轉移到塞舌爾。

### 拒絕加拿大世界小姐冠軍入境參賽
2015年11月，加拿大世界小姐冠軍林耶凡原本代表加拿大赴中國三亞參加世姐全球總決賽，但中國政府拒發簽證予她，並拒絕她在香港持加拿大護照以「在中國享落地簽證待遇」登上轉機入境中國海南省的航班，而被迫滯留香港，只因林耶凡關注並評論中華人民共和國人權問題，而遭封殺。《華盛頓郵報》為此發表兩篇社論，建議「2015年世界小姐，可改成磕頭小姐」，並批評中國當局以言論審查阻撓林耶凡入境。

## 参看
- 2004年度世界小姐競選 (Miss World 2004)
- 2007年度世界小姐比赛 (Miss World 2007)
- 2008年度世界小姐競選 (Miss World 2008)

## 外部連結
- 世界小姐